# Pilizetes australis
Pilizetes australis är en kvalsterart som beskrevs av Balogh och Sandór Mahunka 1966. Pilizetes australis ingår i släktet Pilizetes och familjen Galumnidae. Inga underarter finns listade i Catalogue of Life.